# Principauté de Blambangan
Pour les articles homonymes, voir Blambangan.
XIVe siècle – 1770
Entités suivantes :
- Compagnie néerlandaise des Indes orientales

Blambangan (parfois appelée Balambangan) est le nom d'une ancienne principauté dans l'est de l'île de Java en Indonésie.
Le Nagarakertagama, poème épique écrit en vieux-javanais en 1365 sous le règne du roi Hayam Wuruk de Majapahit, inclut Blambangan dans la liste de près de 100 "contrées tributaires" de Majapahit. En réalité, le territoire directement contrôlé par Majapahit consistait dans la vallée fertile du fleuve Brantas. Un certain nombre de régions de Java, jusqu'à Mataram dans le centre de l'île (l'ancienne terre de la dynastie des Sanjaya qui a construit Prambanan), étaient données en apanage à des seigneurs sans doute apparentés au roi. Les régions au sud et à l'est comme Blambangan étaient considérées comme marginales. 
Le nom de Blambangan est présent dans la tradition du théâtre d'ombres javanais. Il apparaît dans l'histoire de Damar Wulan, un jardinier à la cour de Majapahit qui tombe amoureux de sa cousine, la princesse Dewi Anjasmara. Découverts, ils sont jetés en prison. Sorti de prison, Damar Wulan retrouve son honneur en combattant Minak Jingga ("le chevalier rouge"), adipati (duc) de Blambangan, qui attaque Majapahit.
Dans l'histoire de Damar Wulan, la reine de Majapahit s'appelle Kencana Wungu, que certains historiens ont identifié comme étant Suhita, qui a régné sur Majapahit de 1427 à 1449. Les princes de Blambangan sont restés hindouistes après la conquête du reste de Java oriental par le royaume musulman de Demak dans le centre de Java. Ils se sont alors mis sous la protection du royaume de Gelgel, la puissance dominante de l'île voisine de Bali.
À la fin du XVIe siècle quatre Franciscains portugais établissent une communauté de quelque six cents fidèles à Blambangan, mais l'implantation ne dure pas.
À partir de 1650, l'affaiblissement de Gelgel mène à des guerres entre les différents royaumes balinais, dont Blambangan est un des objets principaux. A trois reprises (1714, 1726 et 1729), des rois balinais lancent des expéditions à Java oriental pour tenter de conquérir la région de l'ancien royaume hindouiste de Majapahit, qui s'étendait sur la partie occidentale de Java oriental jusqu'en 1478. À cette date, sans doute à la suite de querelles de successions, Majapahit passe sous le contrôle des princes de Kediri. Les rois balinais pensaient en effet (et continuent de l'affirmer de nos jours) que leurs lignées descendaient des derniers rois Majapahit.

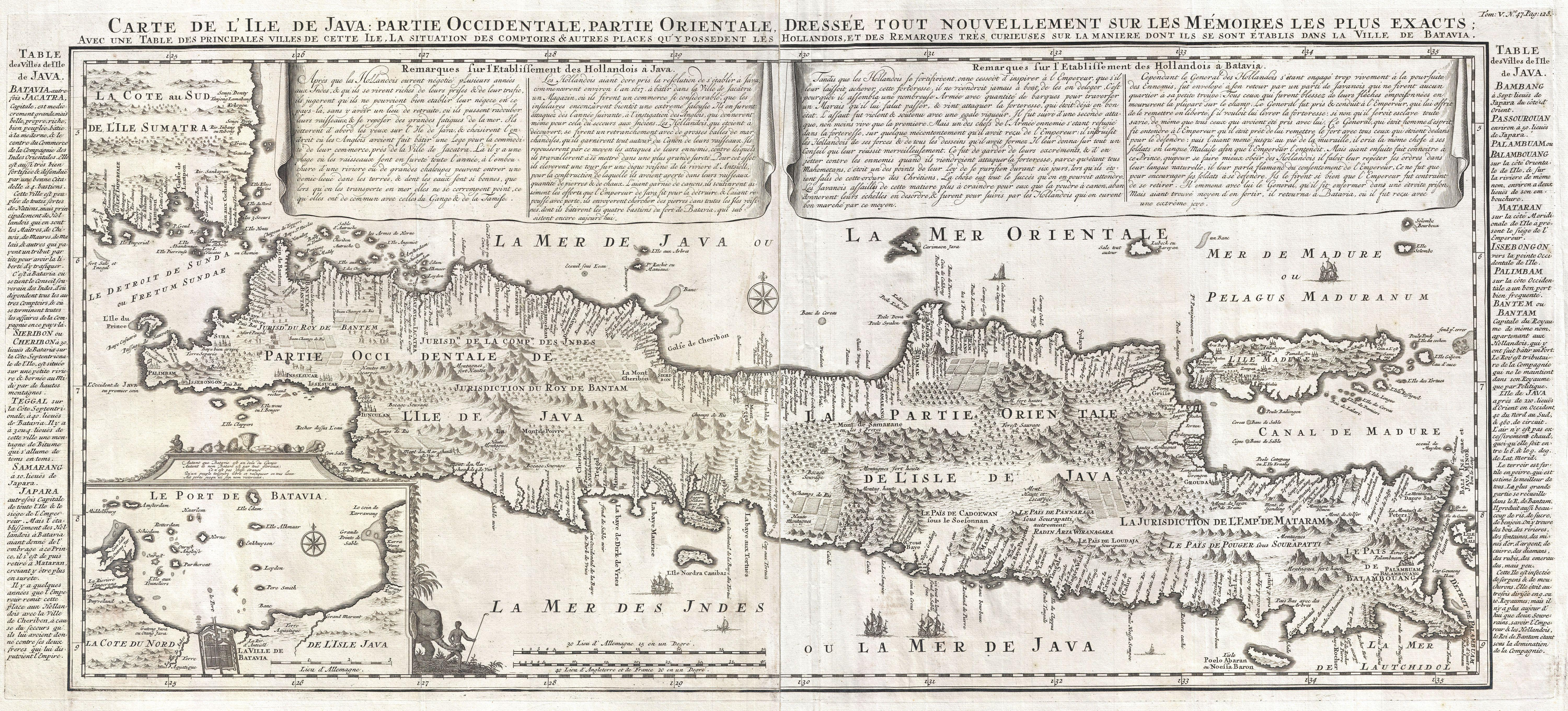
Carte de Java de 1718 établie par Henri Chatelain sur laquelle on peut voir à l'extrémité orientale de l'île "Le Pais de Balambouang"

En 1770, les derniers princes de Blambangan reconnaissent la souveraineté de la VOC (Vereenigde Oostindische Compagnie ou "Compagnie néerlandaise des Indes orientales") et se convertissent à l'islam.
Le kabupaten de Banyuwangi est créé l'année suivante.
Voir aussi : Majapahit ~ Java oriental ~ Bali